# Kyopoda lamberti
La Kyopoda lamberti Larson 1988 è l'unica specie della famiglia monogenerica delle Kyopodiidae di cnidari Staurozoa. Sono meduse sessili peduncolate ottenute dalla modificazione dell'esombrella con un calice molto piccolo rispetto al peduncolo col quale si ancorano al fondo marino.

## Descrizione
La K. lamberti ha un'anatomia abbastanza diversa dalle altre Stauromedusae: le dimensioni del calice sono molto piccole se confrontate al peduncolo, tant'è che sia i gameti che la cavità gastrica risiedono alla base del peduncolo. 

## Habitat
Questi cnidari vivono in forma bentonica, sono meduse litoranee ed epifitiche, cioè vivono ancorate alla vegetazione o alle rocce sommerse. LA specie vive nelle acque poco profonde della costa est dell'oceano Pacifico, nella Columbia Britannica e in California.